# Joshua Nahi
Joshua Nahi (15 de enero de 1988) es un deportista neozelandés que compite en judo. Ganó una medalla de bronce en el Campeonato de Oceanía de Judo de 2017 en la categoría de –100 kg.

## Palmarés internacional
| Campeonato de Oceanía | Campeonato de Oceanía | Campeonato de Oceanía | Campeonato de Oceanía |
| Año                   | Lugar                 | Medalla               | Categoría             |
| --------------------- | --------------------- | --------------------- | --------------------- |
| 2017                  | Nukualofa (Tonga)     | Medalla de bronce     | –100 kg               |